# NGC 461
NGC 461 es una galaxia espiral barrada de la constelación de Sculptor. 
Fue descubierta el 22 de septiembre de 1834 por el astrónomo John Herschel.